# Thanesar
Thanesar is een nagar panchayat (plaats) in het district Kurukshetra van de Indiase staat Haryana. 

## Demografie
Volgens de Indiase volkstelling van 2001 wonen er 120.072 mensen in Thanesar, waarvan 55% mannelijk en 45% vrouwelijk is. De plaats heeft een alfabetiseringsgraad van 72%. 